# 森山進治
森山 進治（もりやま しんじ）は日本の作詞家。

## 人物
ビーイングに所属する最古参の男性作詞家。

## 作詞提供した主な作品
- 大森絹子「スウィートドリーム」（三浦徳子と共同）
- 栗林誠一郎「LONELY ONE」「STILL」
- TUBE「Have a nice trip」「CATCH THE SEA WIND」「Blue Twilight」「Close your eyes, hold your dreams」「明日への道」「See You Again」

- 橋本舞子「雨のハイウェイ」「TRUE LOVE」「PRECIOUS DAYS」
- 春畑道哉「Fantastic Place」「George～Shinin' Tomorrow～」
- B.B.クィーンズ「星の物語」
- BLUEW「サヨナラBaby」「Syndi」「君にStand By Me」
- Mi-Ke「地球Express」
- 南野陽子「Lonely Blue」